# Bunomys fratrorum
Bunomys fratrorum es una especie de roedor miomorfo de la familia Muridae.

## Distribución
Es endémica del norte de la isla de Célebes (Indonesia).

## Hábitat
Su hábitat natural es la selva tropical o subtropical.

## Estado de conservación
Se encuentra amenazada de extinción por la pérdida de su hábitat natural.